# Woke Up This Morning
Woke Up This Morning è un singolo estratto dal primo album del gruppo inglese Alabama 3, Exile on Coldharbour Lane. Il singolo è stato pubblicato nel 1997.
Il singolo è meglio noto per essere la sigla della serie televisiva statunitense I Soprano.